# Pocketkamera

Hochwertige (links) und einfache Pocketkameras

Als Pocketkamera bezeichnet man in der Fotografie eine Kamera, die in die Hosentasche (Pocket) passt.
Den Eigennamen Pocketfilm (Typ 110) verwendet ein 1972 von Kodak eingeführtes System, das mit Filmkassetten arbeitete.

## Vorgeschichte
Ende der 1950er-Jahre kamen bereits Fotokameras für 16-mm-Schmalfilm auf; beispielsweise Edixa 16 oder Rollei 16, das Versandhaus Quelle bot die Minolta 16 für 99 DM an. Dennoch fanden diese Modelle keine weite Verbreitung, woran der umständliche Filmwechsel seinen Anteil hatte, handelte es sich doch um offene Spulen, die bei unachtsamer Handhabung leicht belichtet werden konnten.
Die schon seit 1938 gebaute Kleinstbildkamera von Minox verwendete ein nochmals kleineres Bildformat und ist deswegen separat zu betrachten.
Kodak hatte mit dem System Instamatic bereits Kameras für einfach zu wechselnde Filmkassetten vorgestellt, das auf 35 mm breitem Rollfilm quadratische Bilder im Format 28 mm × 28 mm erstellte und versuchte es nun mit dem 16-mm-Film genauso.
1972 führte Kodak die neue 110-Pocketfilm-Kassette ein mit der Fotos im Format 13 mm × 17 mm aufgenommen werden konnten und stellte zeitgleich fünf verschiedene Modelle der Kodak-Pocket-Instamatic-Kamera vor, die das neue Filmformat verwendeten. Der Begriff „Instamatic“ wurde von da an von Kodak auch für die Pocketkameras verwendet. Diese Kameras waren die Pocket Instamatic 20, 30, 40, 50 und 60. Alle wurden in den USA produziert. Die Produktreihe war erfolgreich; in knapp drei Jahren wurden über 25 Millionen Kameras hergestellt.

## Typen
Die typische Pocketkamera kam im gleichen Design wie die bisherigen 16-mm-Modelle daher, als länglicher, flacher Quader. Zunächst gab es davon wenige Ausnahmen, die bekannteste davon war die Rollei A 110 / E 110 mit einem höheren, aber weniger tiefen Gehäuse. Die Minolta Weathermatic A von 1980 besaß sogar ein wasserdichtes, leuchtend gelbes Gehäuse und Photo Porst bot ein Modell mit Satzobjektiven an, im Set mit Weitwinkel- oder Televorsatz. Im Laufe der Zeit erschienen auch eher exotischen Sondermodellen wie den Action Man von Hasbro oder die Coca-Cola-Dosen-Kamera

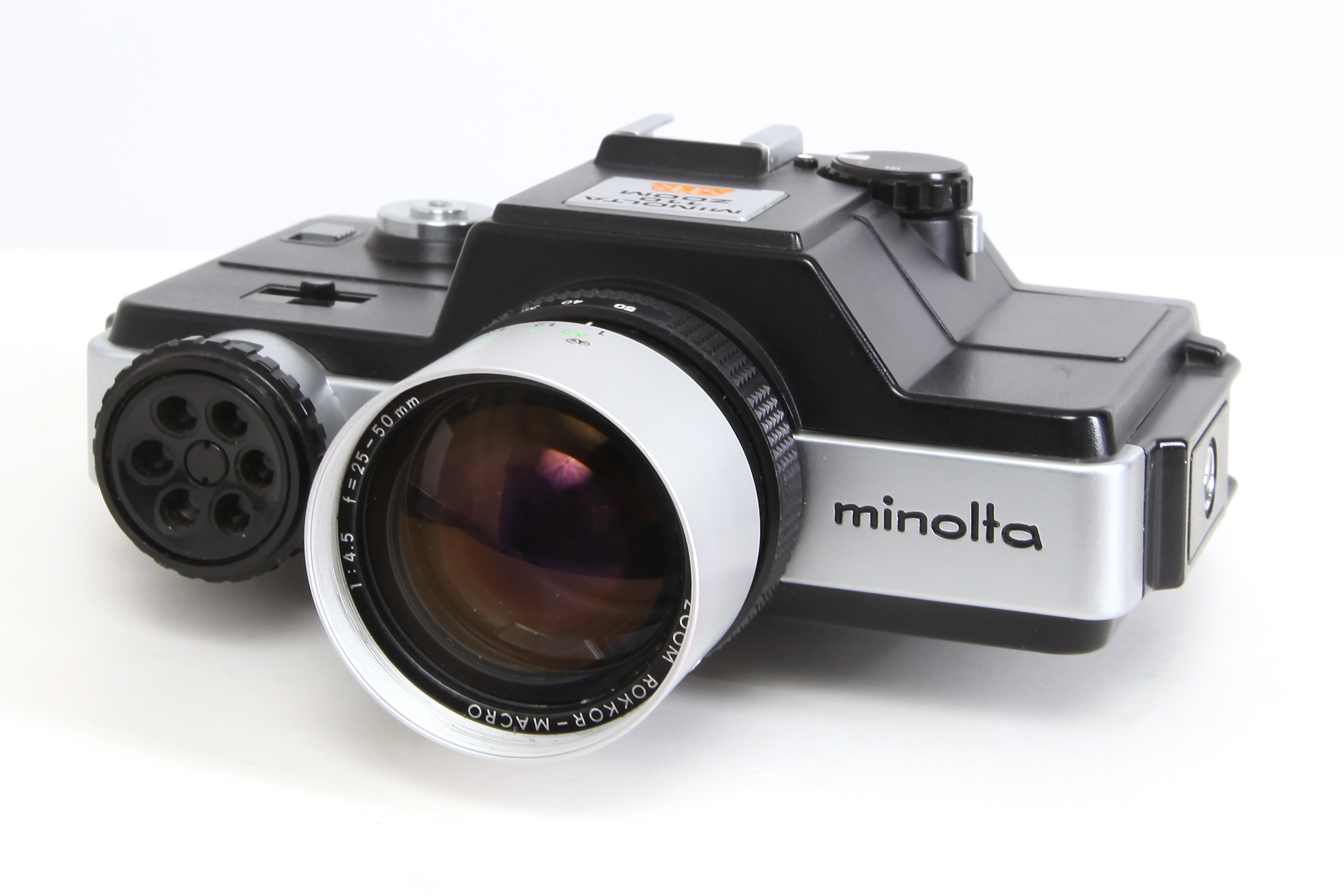
Minolta 110 Zoom SLR

Zwei Hersteller boten sogar eine Spiegelreflexkamera für Pocketfilm an: Minolta stellte auf der Photokina 1976 die 110 Zoom SLR vor, mit futuristisch anmutenden, flachen Design und einem zweifachen Zoomobjektiv. Asahi Pentax brachte 1978 mit der Auto 110 ein Modell mit Wechselobjektiven und dem Aussehen einer geschrumpften Kleinbildkamera heraus. Es kostete im Set mit Weitwinkel-, Normal- und Teleobjektiv, Blitzgerät, motorischen Filmtransport und Filter rund 1.000 DM. 1979 veröffentlichte Minolta die Minolta 110 Zoom SLR Mark II, eine Pocketfilm-SLR, deren Design ebenfalls an „klassische“ Spiegelreflexkameras angelehnt war.

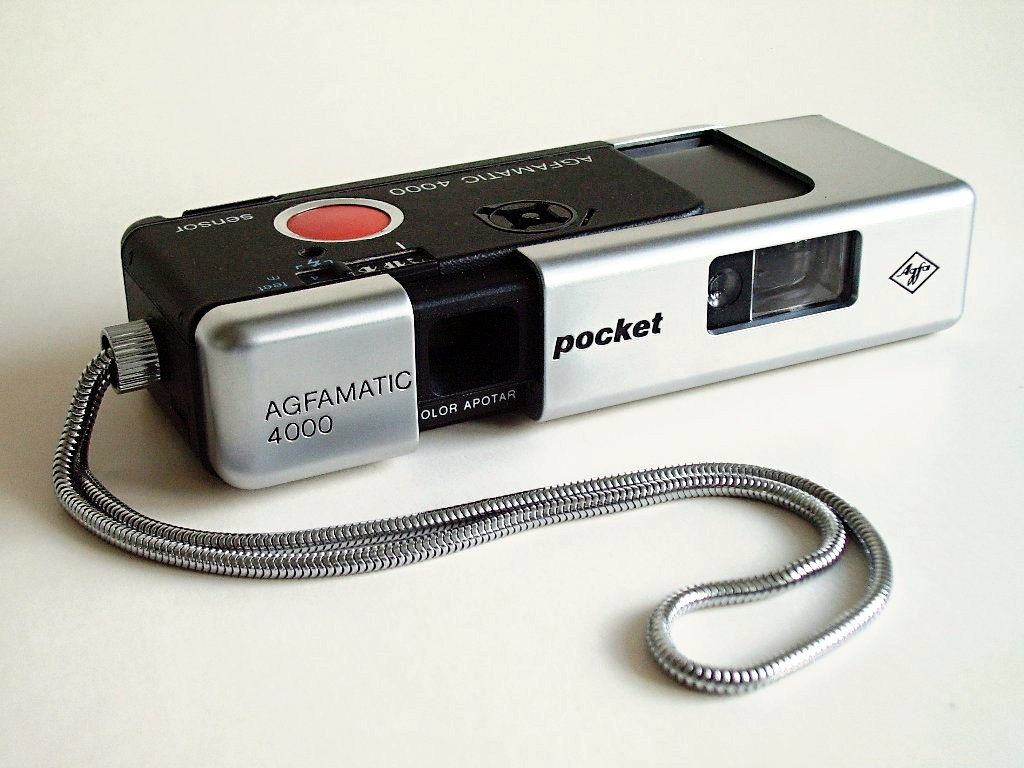
„Ritsch-Ratsch-Klick!“ - Agfamatic 4000

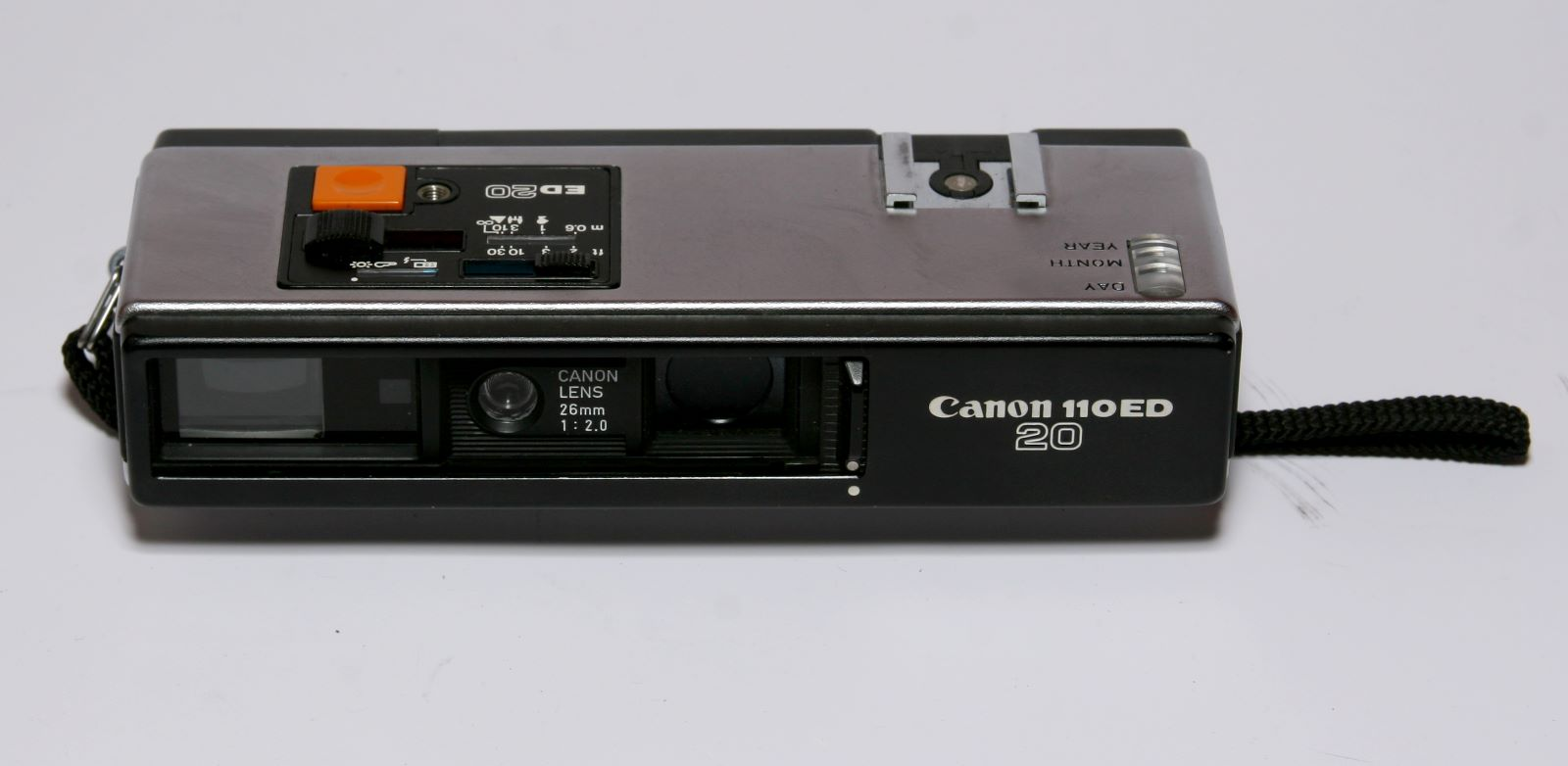
Canon 110ED 20, mit Belichtungsautomatik und Datumseinbelichtung

Die meisten Modelle konnten mit Blitzwürfeln betrieben werden, wobei aber stets ein Verlängerungsstück verwendet werden musste, um die Entfernung vom Objektiv zur Lichtquelle zu vergrößern, andernfalls kam es bei Personenaufnahmen sehr leicht zu rot leuchtenden Augen. Dies führte 1976 zu einer neuen Form der Blitzwürfel, dem Topflash: Dieser war von flacher, länglicher Form und besaß zwei Anschlüsse, um ihn auf der Kamera zu befestigen. Zunächst wurden die oberen vier oder fünf Blitze gezündet, dann konnte man ihn umdrehen, um die übrigen zu zünden. So war ein stets genügender Abstand zum Objektiv gewährleistet. Es gab auch Elektronenblitze, bei manchen Kameras sogar eingebaut – sie hatten dann gewöhnlich eine längere Form.
Für ein typisches Programm möge die Betrachtung der Agfa-Kameras dienen. Es gab die Modelle 1008, 2008, 3008, 4008, 5008 und 6008, wobei die Ziffer 8 bereits auf den Topflash-Anschluss hinweist. Die 1008 kam als ganz einfache Kamera mit einer Belichtungseinstellung daher, die 2008 für rund 100 DM mit zwei Einstellungen (Sonne und Wolken), die 3008 mit drei Einstellungen. Alle besaßen ein Fixfokus-Objektiv mit Lichtstärke 11,0 beziehungsweise 6,3 bei der 3008. Die 4008 für ca. 180 DM bot Entfernungseinstellung und elektronische Belichtungssteuerung bis zu 15 s Verschlusszeit, was Nachtaufnahmen erlaubte. Die Topmodelle hatten ein mit f/2,7 lichtstarkes Objektiv, das sich bis auf 50 cm fokussieren ließ sowie eine eingebaute Nahlinse, die es sonst als Zubehör gab. Bei allen geschah der Filmtransport durch zusammendrücken der Kamera, was sich mit dem Slogan Ritsch-Ratsch-Klick enorm werbewirksam einsetzen ließ. In der Ruhestellung waren Objektiv und Sucher abgedeckt. Später kamen die Modelle 2008 telepocket und 4008 telepocket mit zuschaltbarer Vorsatzlinse heraus, 1978/79 noch die Serie 901 mit eingebauten Motor, die sich dann aber nicht mehr zusammendrücken ließ.
Konica hatte mit der Pocket 400 und Canon mit der 110ED 1975 jeweils ein Modell mit Belichtungsautomatik im Programm. Die Canon hatte ein fünflinsiges Objektiv (Konica drei-linsig) der Lichtstärke 2,0, die auch der Entfernungseinstellung bedurften (Konica zweistufig: nah / fern). Darüber hinaus konnte man bei der Canon das Datum einbelichten (1974 bis 1984).
Mit allen Pocketkameras konnte man aufgrund ihres geringen Gewichts leicht verwackelte Bilder erzeugen, davon abgesehen ließen sich aber problemlos qualitativ gute Ergebnisse erzielen. Dies galt insbesondere für die Spiegelreflexkameras mit ihren erweiterten Möglichkeiten.

## Diafilme
Der Pocketfilm wurde auch als Diafilm konfektioniert, aber selbst in größeren Geschäften nur selten vorrätig gehalten. Die Dias konnten mit speziellen Rähmchen in herkömmlichen Kleinbildprojektoren vorgeführt werden, was aber zum einen viel Platz beim Archivieren verschwendete und zum anderen entweder ein Weitwinkel-Objektiv oder einen weit von der Leinwand entfernten Projektorstandort voraussetzte. Deswegen gab es auch spezielle Projektoren für Pocketdias, das Modell von Agfa verwendete ein spezielles Rundmagazin, dann kamen 3 cm × 3 cm (9 cm²) große Diarähmchen zum Einsatz.

## Marktbedeutung
Der Pocketfilm wurde ein noch größerer Erfolg als das System Instamatic (Typ 126). Auf dem Höhepunkt, in der zweiten Hälfte der 1970er Jahre, hielten Pocketkameras rund 40 % Marktanteil. Nahezu jeder bedeutende Kamerahersteller hatte ein Modell dafür im Programm. Im Gegensatz zum Typ 126 verkauften sich auch die gehobeneren Modelle um 300 DM ausgezeichnet, wobei viele Amateure dergleichen als Zweitkamera kauften. Lediglich die Diafotografie mit Pocketfilm blieb eine Ausnahme. Mit dem vermehrten Erscheinen der besonders kompakten Kleinbildkameras nach 1980 verloren die Pocketkameras allmählich ihre Existenzberechtigung und gerieten in Vergessenheit. Inzwischen werden teilweise kompakte Digitalkameras als Pocketkamera bezeichnet, obwohl diese natürlich keinen Pocketfilm verwenden.

## Hersteller
Pocketkameras wurden u. a. hergestellt von:

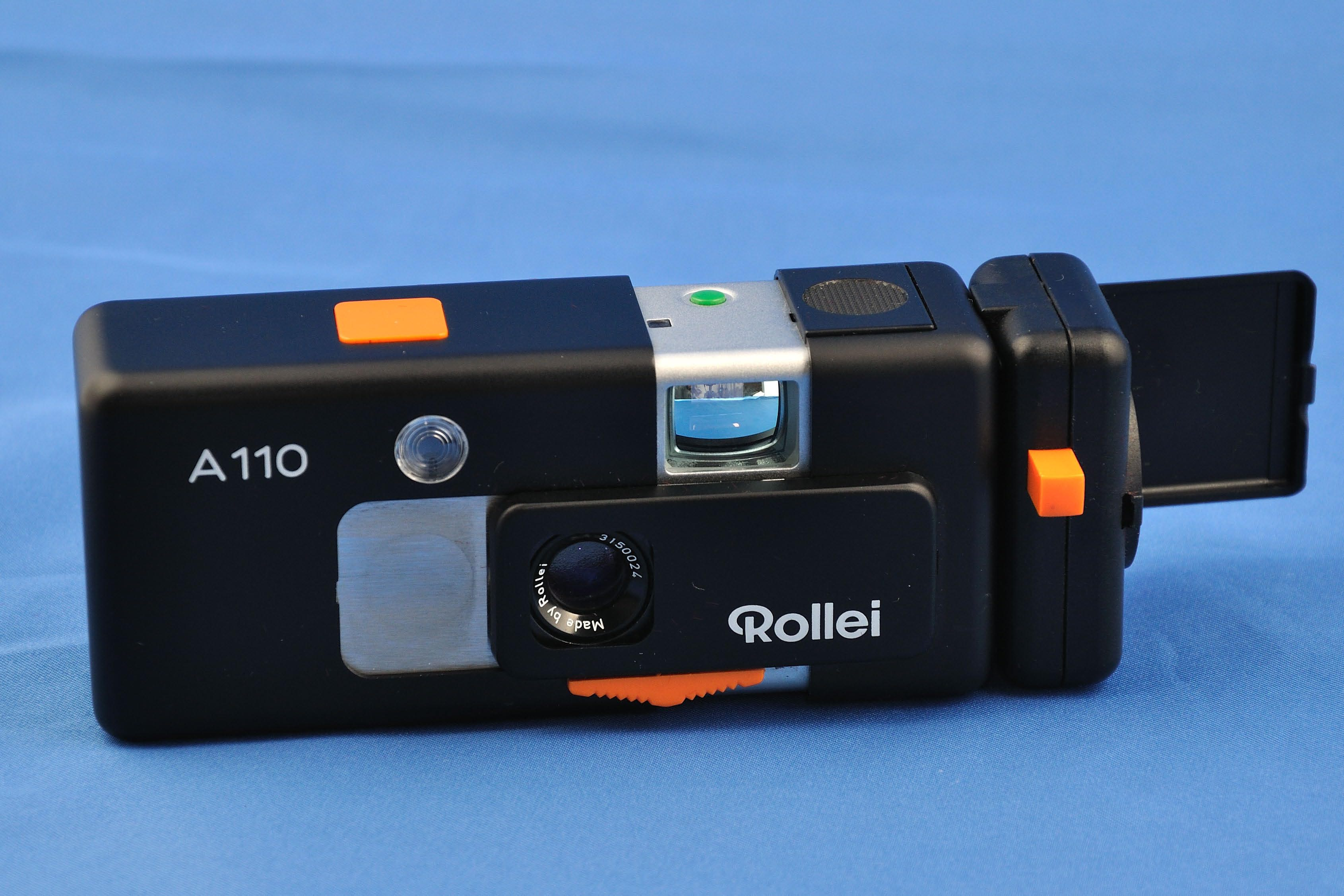
Rollei A 110

- Agfa (Agfamatic Pocket und Optima Pocket Baureihen u. v. a.),
- Canon (110 ED mit Databack u. a.),
- Hanimex (110 LF Tele u. a.),
- Kodak (Pocket Instamatic und Ektralite Baureihen u. v. a.),
- Konica Pocket 400
- Minolta (zwischen 1973 und 1980),
- Minox (110 S),
- Mity (110 EE Minimax),
- Pentacon (Pentacon K 16),
- Pentax (Auto 110 u. a.),
- Revue (Minimatic Pocket 205 u. a.),
- Rollei (Rollei A 110 u. a.)

Eine Sonderbauart der Pocketkamera ist die Astrocam von Estes Industries. Die Astrocam ist eine Modellrakete, die auf ihrer Spitze eine Pocketkamera trägt. Mit Hilfe der Astrocam kann man selbst Luftaufnahmen anfertigen.